# 一樓一鳳
一樓一鳳，又簡稱一樓一，是香港性工作者的一種提供性服務的方式，因為只有一名妓女在一個住宅單位內提供服務而得名，也是香港性产业的主要組成部分。妓女在香港常被稱為「鳳姐」，此名稱自1990年代興起，逐漸取代了過去的代稱「神女」。

## 原因
一樓一鳳的性服務模式之出現，是因為香港法律沒有禁止性交易，在合乎特定條件下，性交易本身並不違法，但禁止組織或操控賣淫活動，所以設立及經營妓院都是違法。在1970年代後期，香港除了有淫業組織違法經營妓院外，也有淫業經營者以「聯誼團體」及「康樂團體」登記設立私人康樂場所或樓上茶室，但實際上是招攬大批少女在場所內供客人性交易，這類賣淫場所當時又俗稱「魚蛋檔」。雖然香港法例當時已禁止經營賣淫場所，但由於檢控時需要連續兩次證明在該場所內有人賣淫，亦要證明場所持牌人是明知在處所內有人賣淫，因此舉證不易而且搜證費時，所以一直未能有效掃蕩這類場所，因此英屬香港政府在1980年代後期提出修訂法例，只要證明一個處所內有超過一人提供性服務即可將該處視為賣淫場所，令經營這類場所的人士不能起輕易地逃避法律責任，該修訂獲立法局通過。
根據香港法例第200章《刑事罪行條例》117條：「任何處所由超過二人主要用以賣淫用途即可被視為「賣淫場所」。任何人管理、出租或租賃賣淫場所都可被檢控。」故性工作者共用同一處所，即使不涉中間人從中抽佣，亦會被視為觸犯「經營賣淫場所」或「依賴他人賣淫收入為生」罪名。在香港法例對賣淫場所的界定大幅收緊下，由此發展出只有一名性工作者單獨於一個住宅單位內提供性服務的運作模式，以規避法律限制。
一樓一雖然是源自於香港禁止超過一名性工作者在同一處所賣淫的法律限制，但一樓一同時也令香港的性服務水平得到整體提升，相比起多名妓女集中在妓院與不同客人進行性交易，一樓一是去中心化的分散運作模式，妓女可提供的性服務類型不但比集中經營更多樣化和更有彈性，客人可單獨在一個設備齊全的房間內享用性服務，一樓一的客人無須先經妓院分流可直接進入房間，客人又可避免與多人撞面而出現的尷尬，妓女以個體戶模式獨自提供一樓一性服務，也使性服務處所的分佈比集中經營的妓院更為廣泛。
一樓一的性交易運作模式已經不再局限於香港，在鄰近香港的台灣，有賣淫集團套用香港一樓一的個體戶經營模式，透過分散服務點不但使警方難以查緝，也由於妓女是分散在不同處所提供服務，即使有個別性交易處所被查獲也難以將賣淫集團瓦解，現在遠至位處歐洲的英國也有一樓一。

## 別稱
一樓一鳳常被簡稱為一樓一，另外在香港也常以數字代表，最普遍的是「141」和「161」。其中「141」是來自英文諧音「One Floor One」所直譯的「一樓一」，也帶有「One For One」亦即「一對一」服務的意思。「161」是來自廣東話「一樓一」讀成數字的諧音，這兩組數字被提供相關資訊的網站作為網址後，現在連香港以外的地區也常用這兩組數字稱呼一樓一。

## 性交易的處所
在香港從事一樓一性服務的妓女，進行性交易的場所大致可分為酒店、唐樓與商住兩用樓宇三類。

### 酒店
預約在酒店進行性交易的妓女通常沒有固定的服務處所，在酒店以一樓一方式提供性服務的妓女又稱為「酒店妹」，客人撥打的電話不一定由妓女親自接聽，可能有中間人負責為妓女安排性交易，雙方同意價錢及服務安排後，預約好時間和酒店房間，並交換聯絡電話，再於指定時間到達酒店。酒店預約妓女的價錢比在固定地點提供服務的妓女昂貴，但酒店預約的妓女通常質素較高及較年輕，預約的費用一般已包括房租，通常無需另外付房錢。

### 唐樓或商住樓宇單位
香港有很多一樓一設於市區的唐樓。香港的住宅單位租金昂貴，所以有很多一樓一不是租用一個完整的大廈單位，而是租用由一個住宅單位分拆成兩個至數個小單位的「劏房」。這類使用劏房的一樓一雖然面積細小，但仍然內設浴室可供妓女及客人洗澡，性交時常用到的床當然不會缺少，房間不但有香港夏季不可或缺的冷氣機，有部分一樓一為了可在冬季提供較舒適的環境，還會備有電暖器，有部分一樓一網站會註明服務處所配備的設施。
妓女使用單位的模式主要有兩種，一種是妓女與老闆分帳，比如妓女的肉金350元，老闆會抽取一定比例作為租金及配套收費，但分帳比例會按單位的租金和人事關係等因素而有所不同，以簽證或簽注入境的妓女，因為常要中間人協助辦理入境手續及安排工作地點，會較多採用分賬方式。另一種是妓女不經中間人自行租用單位經營，本地及新移民妓女因為無需依賴中間人安排入境及租用單位，所以較多是自租單位獨自經營。
在唐樓住宅單位的一樓一，通常在門外會有門鐘及掛牌，若牌上寫上「請按鐘」，表示沒有客人，客人可以按鐘內進；牌上若是寫上「請稍候」，則表示鳳樓內有客人。
有部分一樓一鳳因為與普通民居為鄰，對居民做成一定滋擾（例如嫖客按錯門鈴）。如有關大廈未有大廈公契或公契或租約（如屬租用物業）未有規管一樓一鳳，則其行為未抵觸法律，因此亦無可奈何。即使大廈公契或租約禁止一樓一鳳，業主亦只可行使公契／租約權力要求有關一樓一鳳撤出單位，如不合作亦只可以展開民事訴訟。
在香港較多「一樓一鳳」的大廈，包括西灣河太安樓、觀塘金橋華廈、灣仔富士大廈、旺角新興大廈，金輪大廈及建興大廈，尖沙咀發利大廈以及準備拆卸的香檳大廈亦以多國妓女雲集而聞名。油麻地、深水埗及大角咀，也有多幢設有一樓一鳳的大廈。
由於現在有網絡可提供一樓一的資訊，即使在不熱門或偏遠地區設立經營點也很容易透過網絡對外宣傳及讓客人找到，不像以往要依靠集中經營的協同效應，而且偏遠地區亦有性服務的需求及租金較便宜，所以零散經營的一樓一亦越來越多。

## 宣傳方式

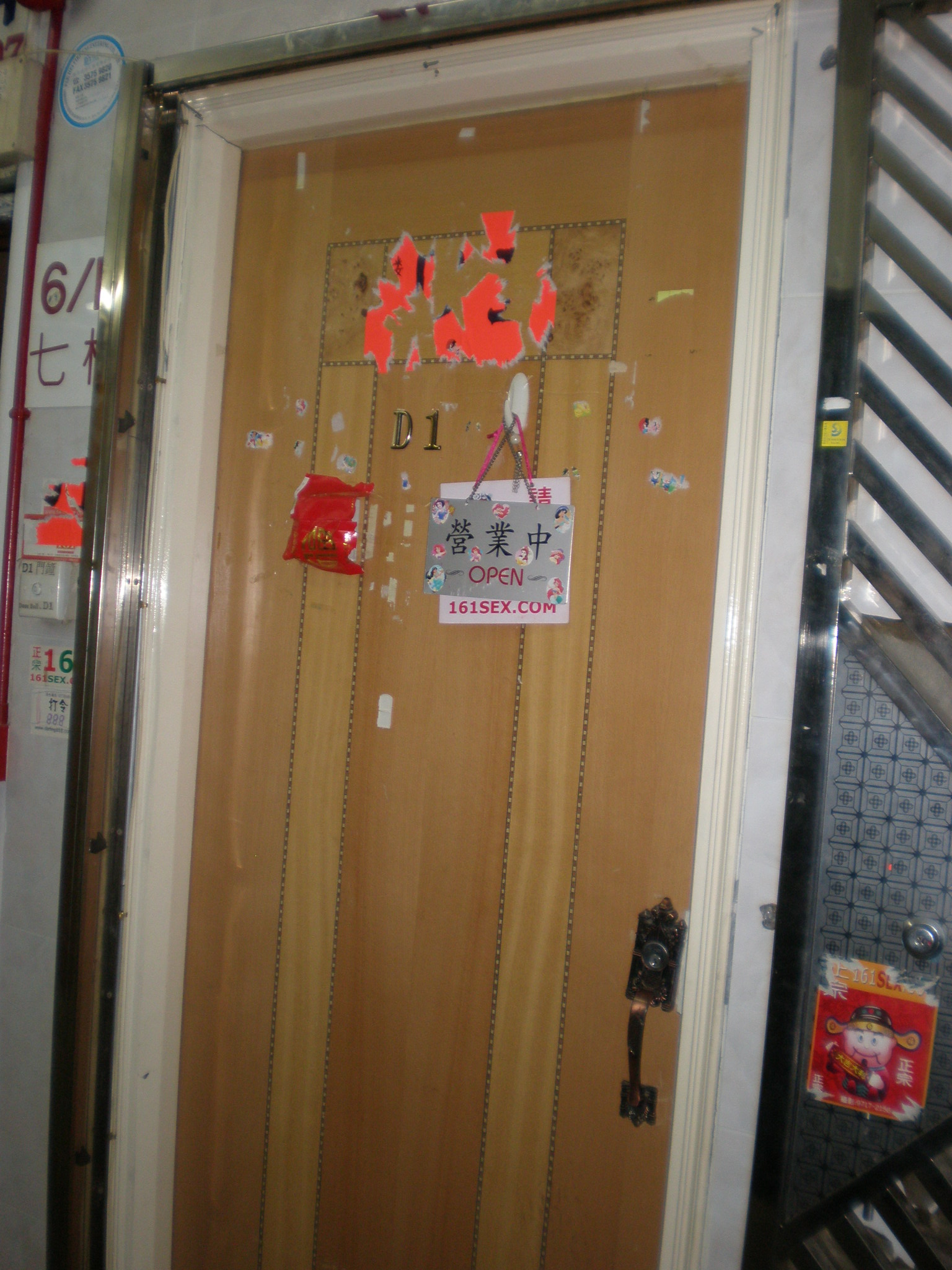
在門外掛有一樓一網站宣傳牌的住宅單位

由於賣淫是不可以公開宣傳的，過往的主要宣傳途徑是報紙雜誌的小廣告，也有的是透過客人互相推介，以及通過集中經營令客人容易尋找適合的對象。以前部分報紙內頁的「風月版」通常登有表達隱瞞的小廣告，即使現在仍有色情刊物登有這類廣告。妓女為方便顧客尋找，提供一樓一服務的大廈單位通常會有特別標識，例如掛有粉紅色的光管。在一樓一的集中地，晚上常有衣著性感的女子在大廈附近流連，甚至主動「拉客」。有時還會有人在大廈所在的街道派發印有妓女資料的卡片，但接受利益派發名片的人士如不是提供性服務的本人，而又明知是在協助他人宣傳賣淫活動，是有可能被控依靠妓女收入維生，如果卡片的內容帶有色情並以為娼妓拉客為目的，也有可能被指控唆使他人進行性交易。千禧年後由於互聯網日益普及，一樓一網站已成為妓女宣傳的主要途徑，有些討論區也設有相關主題供網民交流意見，再加上即時通訊軟件的使用，現在要尋找心儀妓女較以往大為方便。妓女在網頁登廣告是需要向網站支付服務費，故也有妓女選擇不在網上賣廣告，但也有些妓女不想賣廣告，卻在遭人威迫的情況下去賣廣告。有部分網站是由財務公司控制，更與廣告公司、出版公司和旅遊公司有所聯繫，不但為妓女提供「一條龍」服務，也方便清洗經營淫業所得的金錢。
妓女向網站提出刊登廣告的請求後，網站會派人上門為妓女拍照，亦有網站會為妓女拍攝短片。為提升所刊登妓女的形象，令網站更受歡迎，部分網站會在拍照時，為妓女提供化妝及形象指導。妓女在拍照時通常穿上較性感的服裝，或只載上胸圍及穿上內褲，甚至是全裸拍照，但登出時會用馬賽克遮蓋敏感部位，亦有部分妓女選擇不對性器官作隱蔽處理，甚至提供正在進行性行為的照片。有部分妓女為了不讓家人及親友知道自己從事性工作，在登出相片時會以馬賽克遮蓋自己的容貌。拍照後，妓女會選擇較滿意的一輯照片刊登。登上網站的相片，有些可能沒有加工，也有年齡較大，又或是身材不太出眾的妓女，會由網站人員協助加工和修飾。
網站為妓女開立的網頁除了照片和短片外，亦有基本的自我介紹，包括芳名（代替真實姓名）、年齡（可能虛報比真實年齡小）、國籍、身高和三圍，還有聯絡資料，包括營業時間、電話（要有來電顯示，妓女才會接聽）及地址（若是酒店預約，則只有聯絡電話，不會有地址），有部分會提供附近街道的照片（方便客人去該鳳樓）。網頁除發布妓女的個人介紹和聯絡資料外，亦會提供妓女提供性服務的細節、專長及收費等資訊。網站一般按地區列出妓女的資料（如銅鑼灣區／油尖旺區／荃灣區等），客人便可在網站上按分區搜尋自己喜歡的對象。網站除刊登妓女的廣告外，亦會發布客人對妓女的評分、評價及報告，作為選擇妓女的參考。
妓女為了更受歡迎，會在提供服務後請求客人在網站的討論區寫對她好評的報告，也有妓女向網站購買增值服務，由網站寫手發表對她好評的報告（鱔稿）。除專門的性服務推廣網站外，客人亦會在討論區分享心得，對服務好的加以表揚，對服務差的加以批評，這些報告許多時都會影響妓女的生意。

## 妓女背景

### 國籍
在香港提供一樓一服務的妓女主要是來自中國大陸的新移民女子，以及持雙程證來港（有訪港期限）的女子，這類原籍中國大陸的妓女俗稱「北姑」，自從港澳個人遊在2003年推出後，「北姑」的人數已經大幅超過俗稱「陀地」的香港本地妓女。另一方面，由於香港是航空運輸的國際樞紐，而航空交通的票價較以往容易負擔，加上香港給予許多國家可免簽訪港，即使需要簽證手續也較以前簡化，來自日本、台灣及東南亞的妓女在2000年後都有所增加。此外，歐美籍的妓女也有在香港提供服務，這類金髮的白種妓女俗稱「金絲貓」，當中以來自東歐的烏克蘭及俄羅斯佔多數，雖然歐美妓女來港服務的人數有增加趨勢，但整體人數仍遠不及華裔多。
以前許多大陸妓女在春節前均會努力賺錢，之後過年時回鄉渡歲，故春節時不太多一樓一鳳營業，但現在越來越多大陸妓女在農曆新年期間繼續留港服務。
雖然在香港以一樓一模式進行性交易本身是合法的，但是除了具有香港居留權的香港本地妓女和合法移居香港的新移民妓女之外，其他來自中國大陸及世界各地的妓女，一般都是以訪港旅客身份入境，因此都會受到來港簽注、簽證或免簽批核日數的限制，另外如果旅客在香港從事的活動與其報稱的訪港目的不符，留港期有可能會被撤銷，而且有不少妓女是逾期居留香港，所以這類妓女仍會因為違反逗留條件而被捕及遣返，目前針對一樓一的執法行動亦多以妓女已違反逗留條件而進行。此類妓女被稱為“七日鮮”，因為其中不少人以旅遊證件來港的合法居留期限只有七日。

### 年齡
以前從事一樓一鳳的性工作者年紀通常較大，多稱「鳳姐」或「鳳姑」，但中港自由行實施後，來自中國大陸的年輕女子為香港的一樓一提供大量新血，妓女有年輕化的傾向，小於25歲的年輕女子亦越來越多，而酒店預約的則更為年輕。

## 價錢
相比起其他形式的性服務，例如上夜總會找小姐到酒店性交易，或者通過提供物質達致與援交對象性交，一樓一的服務收費算是較便宜，一般約為港幣400-500元起，收費因妓女的外貌、年齡、國籍及所在地區而有別。尖沙咀、灣仔及銅鑼灣（例如駱克道381-3號的富士大廈）的鳳樓，因為租金較高，所以收費或者較其他地區昂貴。一樓一的收費也有500元以上至超過1000元的，例如歐美籍妓女，因為人數相對華裔及東南亞少，其服務對象也以消費能力較高的本地階層、訪港旅客及來港公幹人士為主，所以收費通常也較貴。另外，酒店預約的妓女通常較年輕，所以價錢亦較貴。
除了純粹提供插入性交的一樓一鳳之外，還有一種是樓上按摩店的變種，俗稱「樓上骨」，服務員通常在提供色情服務前先為客人按摩，然後與客人發生性行為，這類提供性服務的按摩店又稱「邪骨」，這些包含「特別服務」的「骨女」收費約為300-550港元左右，視妓女質素及服務地點而定。但要留意「樓上骨」也有些只提供按摩而不提供性服務的，招牌有時會標明「色情免問」等字樣，這類不提供性服務的按摩店又稱「正骨」。

## 收入
一楼一凤的收入来源几乎全部出自顾客，然而楼凤一般需要缴纳全部收入的一半给房东。楼道里遍布摄像头，房东派遣经理统计顾客出入房间的次数，以此来对楼凤收费。如果楼凤接待客人数量过少，经理还将收取房间租金和管理费。

## 服務
一樓一鳳的基本服務主要包括三料，分別是侍浴、口交及陰道性交。套餐服務的時限通常介乎20分鐘至30，超过30分钟，楼层经理会以信息的方式提醒楼凤，催促客人离开。陰道交主要有正常體位（男上女下），後入（從妓女背後插入），觀音坐蓮（客人躺在床上，妓女騎在客人身上並性交），採用部分不常見體位可能要另外加錢，妓女亦可能因為做某種體位較為費力及感到痛楚而拒絕。
「樓上骨」不一定提供性交服務，有可能只有正常按摩、手淫、陰莖按摩和推前列腺等非插入的性服務，客人可在電話及進房前問清楚。
除基本的全套服務，也有不少一樓一鳳的妓女接受加錢提供特別服務：
- 無套口交：俗稱「環保吹」，即客人不戴避孕套下口交，但有部分妓女包在全套服務，不另外收費。
- 口爆：將精液射在妓女口內。
- 冰火：口交的一種，妓女反复口含冰水及熱水進行口交，令陰莖感受不同溫度刺激。
- 顏射：將精液射在妓女臉上。
- 乳交：妓女用雙乳夾著客人陰莖按摩。
- 中出：即客人的陰莖不戴避孕套插入女方陰道性交，並射精入陰道內，但感染性病風險高，所以很少提供，客人亦有所顧慮，女方即使在事後灌洗陰道亦不能減低染性病的風險[27]。在國外，無套性交屬於違法行為。
- 肛交：客人的陰莖插入妓女的肛門。
- 毒龍鑽：妓女用舌頭舔客人的肛門。
- 孖Q：即客人射精後再來一次。
- 性虐：使用道具模仿施虐或被虐。
- 3P：一位客人即同時與兩名妓女進行性交易，或兩位客人與一名妓女進行性交易。客人可能在入房時會遇到多一名妓女，若取得她們同意並付兩份肉金便可，但由於這是違法的，故不太常有。
- 過夜：即包妓女一晚。
- 女體按摩：又稱「油壓」，妓女用嬰兒油塗在身上，然後用自己身體為客人按摩。

## 交易過程
- 尋找適合的一樓一，可通過一樓一網站或在相關主題的討論區獲取相關資訊。客人尋找妓女時應留意是否需要預約，如果需要電話預約要有來電顯示，否則妓女不會接聽[28]，現在越來越多一樓一可使用手機即時通訊軟件進行預約、查詢價錢與服務。如果沒有預約，最好先抄下多幾個在附近的一樓一的地址和電話號碼，以便在妓女沒空或不合適時可以另找在附近的其他一樓一[29]。
- 客人根據資料前往鳳樓的房號，若大門掛上「歡迎光臨」、「營業中」或「請按鐘」的牌子，即表示妓女現在沒有客人，客人可按門鐘，如果大門掛上「請稍候」或「休息」的牌子，即可能有客人正享用服務或妓女不在單位內，最好不要按門鐘打擾。
- 按門鐘後，如有妓女開門，若認為適合，可問清楚價錢（因為入房後是一定要付款後才可出來），若認為不適合，客人只需說聲謝謝即可，然後再在附近另尋其他對象（俗稱洗樓）。客人上門問價錢時，妓女可能只回答一個數字[28]，例如回答「4」，即代表全套服務收費400元。由於大廈走廊是公用地方，在單位門口是不便詳談服務收費，所以客人如有特別服務的要求，最好先在電話預約及談好價錢。
- 如樣貌及服務價錢合適便可進房，客人通常會於性交前洗澡，洗澡時一般會有妓女服侍，但也有妓女不提供共浴（但妓女亦會單獨洗澡，因為妓女不事先洗澡可能被認為有衛生問題）。
- 洗澡後便在房間內開始性行為，在進行性行為前要戴上避孕套，妓女會提供及為客人戴上，全套服務通常先有口交即「事前吹」，然後進行陰道交。
- 客人射精後，部分妓女會提供事後口交，俗稱「事後蕭」或「事後吹」，之後到浴室洗澡（事後浴），然後付款離開（妓女一般會很有禮貌地說聲謝謝），部分妓女如果當時沒有接續的客人，或者會與客人閒聊片刻。

## 影響
據香港警務處估計，2005年香港約有1000名女子從事這形式賣淫活動。她們提供一個廉價的媒介供男子解決生理需要，同時間接降低香港的性罪行。
一樓一的性交易模式約於2000年代初由香港引入臺灣，以前只有熟客才知悉一樓一的服務點，現在與香港類似同樣使用網絡宣傳招客。

## 影視作品
- 2002年的香港電影《金雞》，便是以好心腸的鳳姐「阿金」（由吴君如饰演）的前半生作為故事，该片获得了当年香港电影金像獎多項提名。